# Кэй, Джон Уильям
Сэр Джон Уильям Кей (англ. John William Kaye; 3 июня 1814, Лондон — 24 июля 1876, там же) — британский военно-политический деятель, военный историк, прозаик, редактор, журналист. Член Лондонского королевского общества (1866).

## Биография
Сын адвоката. В 1823—1826 годах учился в Итонском колледже, продолжил обучение в 1831—1832 годах в Аддискомбской Королевской военной академии.
В 1832—1841 годы служил офицером Бенгальской армии в Британской Индии. Во время службы в армии начал заниматься литературным творчеством. В апреле 1841 года подал в отставку и начал писать для газет, редактировал «The Bengal Hurkaru and Chronicle». В 1844 году основал «Calcutta Review», написал для него около 50 статей, опубликовал роман о Афганистане.
В 1845 году Кей вернулся в Англию, где продолжил профессиональную литературную карьеру. Работал над трудом «History of the war in Afghanistan» («История войны в Афганистане, Первая англо-афганская война». Его книга была хорошо принята: специалисты оценили её как «самую интересную из всех работ, которые до сих пор появлялись об истории Британской Индии»".
С 1856 года — на гражданской службе в Британской Ост-Индской компании, с 1858 года — секретарь политического и секретного департамента министерства по делам Индии (India Office).
Автор ряда работ, из которых наиболее известны «History of the war in Afghanistan», v. 1-2, L., 1851, new ed., v. 1-3, 1857-58, и «История Индийского восстания 1857-58 годов» («A history of the Sepoy war in India, 1857-58», v. 1-3, L., 1864—1876), в которых содержится большой фактический материал, разоблачающий грабительские действия британского колонизаторов в Индии и Афганистане.
Работа Кея, оставленная незаконченной, была позже пересмотрена и продолжена Джорджем Брюсом Маллесоном и опубликована, как «История индийского мятежа 1857—1858 годов» в 6 томах, 1878—1880 гг.